# Ryōtarō Nogami
Ryotaro Nogami (野上良太郎 Nogami Ryōtarō?) es un personajes de ficción perteneciente a la serie Kamen Rider Den-O, interpretado por Takeru Satoh.

## EnKamen Rider Den-O
Ryotaro Nogami es un joven con mucha mala suerte. Cuando apareció por primera vez, cayó sobre un árbol mientras perdía el control de su bicicleta. A pesar de sus dificultades, Ryotaro ayudará a cualquier persona en necesidad si él tiene la capacidad de ayudar. Después de ser poseído por Momotaros, un Imagin, fue descubierto en el una capacidad singular: un individuo con la capacidad de resistir el control de un Imagin, entre otras cosas. Debido a esta cualidad única, recibió el poder de convertirse en Den-O, un Kamen Rider que protege la línea del tiempo contra las acciones de Malvados Imagin. A medida que Ryotaro continúa en su misión, se le unen más Imagin, cada uno que le da una personalidad única mientras su posesión. Cada uno de sus cambios de la personalidad afecta el color de sus ojos y su pelo, cambiando su color para parecerse al Imagin que lo posee.

## Datos

### Formas
Ryotaro, al ser poseído por un Imagin, toma una personalidad distinta, pero cuando es poseído cuando es un Rider puede tomar distintas formas, las cuales son:
- Forma Plata: La forma básica de Den-O, la cual es la primera que se utiliza al transformarse. Esta forma está basada en un Tren.

- Forma Espada: La forma principal de Den-O, lo cual provoca que Ryotaro sea poseído por el Imagin Momotaros para enfrentar a los monstruos, con una personalidad más agresiva con todos lo que se encuentre, ya que él es muy cobarde y también muy metiche. En esta forma puede utilizar al DenLiner en modo Gouka. Está basado en un Momotarō.

- Forma Bastón: La forma secundaria de Den-O, Ryotaro esta vez es poseído por el Imagin Urataros, con una personalidad más educada, elegante y más romántica (se le pasa todo el día enamorando a cual chica se le aparezca). En esta forma puede utilizar al DenLiner en modo Isurugi. Está basado en un Urashima Tarō.

- Forma Hacha: La forma terciaria de Den-O. Poseído por el Imagin Kintaros, Ryotaro toma una personalidad ruda, la de un maestro de Artes Marciales. En esta forma puede utilizar al DenLiner en modo Rekkou. Está basado en un Kintarō.

- Forma Arma: La cuarta forma de Den-O. Poseído por el Imagin Ryūtaros, Ryotaro toma un personalidad traviesa y desordenada. En esta forma puede utilizar al DenLiner en modo Ikazuchi. Está basado en un Tatsu no Ko Tarō.

### Arsenal
Den-O utiliza en Den-O Belt para transformarse y tomar otras formas. Su motocilceta se llama Machine DenBird.

### Estadísticas
- Altura: 180cm (Forma Plata), 190cm (Forma Espada), 187cm (Forma Bastón), 185cm (Forma Hacha), 197cm (Forma Arma)
- Peso: 80kg (Forma Plata), 87kg (Forma Espada), 102kg (Forma Bastón), 93kg (Forma Hacha), 98kg (Forma Arma)
- Perímetros de Habilidad
  - Poder de Golpe: 1000kg (Forma Plata), 5000kg (Forma Espada), 4500kg (Forma Bastón), 8000kg (Forma Hacha), 6000kg (Forma Arma)
  - Poder de Patada: 3000kg (Forma Plata), 7000kg (Forma Espada), 9000kg (Forma Bastón), 5000kg (Forma Hacha), 10000kg (Forma Arma)
  - Máxima Altura de Salto: 10m (Forma Plata), 35m (Forma Espada), 20m (Forma Bastón), 30m (Forma Hacha), 42m (Forma Arma)
  - Máxima Velocidad en Carrera: 100m/10s (Forma Plata), 100m/5.2s (Forma Espada), 100m/9s (Forma Bastón), 100m/7s (Forma Hacha), 100/4s (Forma Arma)

- Datos: Q4919299